# 国立考古学博物館 (スペイン)
国立考古学博物館（スペイン語: Museo Arqueológico Nacional, 略称MAN）は、スペイン・マドリードにある国立博物館。コロン広場に隣接し、スペイン国立図書館と建物を共有している。

## 説明
イサベル2世の王令によって1867年に設立された。その目的はスペイン君主によって収集された貨幣・考古学・民俗学・装飾芸術のコレクションの保管庫となることである。その後建築家のフランシスコ・ハレーニョによって新たな建物が計画され、1886年に開始された建築工事はクリストファー・コロンブスの新大陸到達400周年である1892年に完成した。現在地であるこの建物は新古典主義を採用しており、1895年にはすべてのコレクションがこの建物に移動された。1968年の改装・拡張工事ではかなり面積が拡大した。
2008年には改装工事のために一時閉館した。工事は2013年に完了する予定だったが、2014年4月になって再開館した。再開館した博物館は核となる役割（考古学）に専念し、装飾芸術のコレクションの一部を放出した。
マドリード地下鉄4号線のセラーノ駅から徒歩3分。

## 所蔵品
先史時代、古代（古代エジプト、ケルト、古代イベリア、古代ギリシア、古代ローマ）、中世（西ゴート、イスラーム）の作品がコレクションに含まれている。
- アルタミラ洞窟のレプリカ[1][3]
- エルチェの貴婦人（英語版） : 紀元前5世紀頃の彫刻[1][3][2][6]
- バーサの貴婦人（英語版） : 紀元前4世紀の彫刻[3][6]
- イビサの貴婦人（英語版） : 紀元前3世紀の彫刻[6]
- オフェレンテの大貴婦人（英語版） : 紀元前2世紀の彫刻[6]
- バラソーテの獣人（英語版） : 紀元前6世紀の彫刻[6]
- グアラサールの宝物（英語版） : 7世紀の奉納冠
- フェルディナンドとサンチャの十字架（英語版） : 象牙で作られた11世紀の磔刑像
- サモーラの象牙箱（英語版） : 10世紀の象牙箱